# La Vase de Sevres
La Vase de Sevres česky Sevreská váza je název pro jeden z nejznámějších skalních útvarů tyčících se nad údolím řeky Jonte nedaleko od městečka Le Rozier ve francouzském departementu Lozère.
Tento skalní útvar spolu s nedalekou La Vase Chinese patří mezi symboly zdejšího národního parku Cévennes.
La Vase de Sevres je dostupná po turistickém chodníku vedoucím z městečka Le Rozier přes vyhlídkovou skálu Rocher de Capluc dále buď do obce Saint Pierre des Tripiers na náhorní plošině Causse Mejean či do městečka Les Vignes v údolí řeky Tarn.